# Schloss Vittskövle

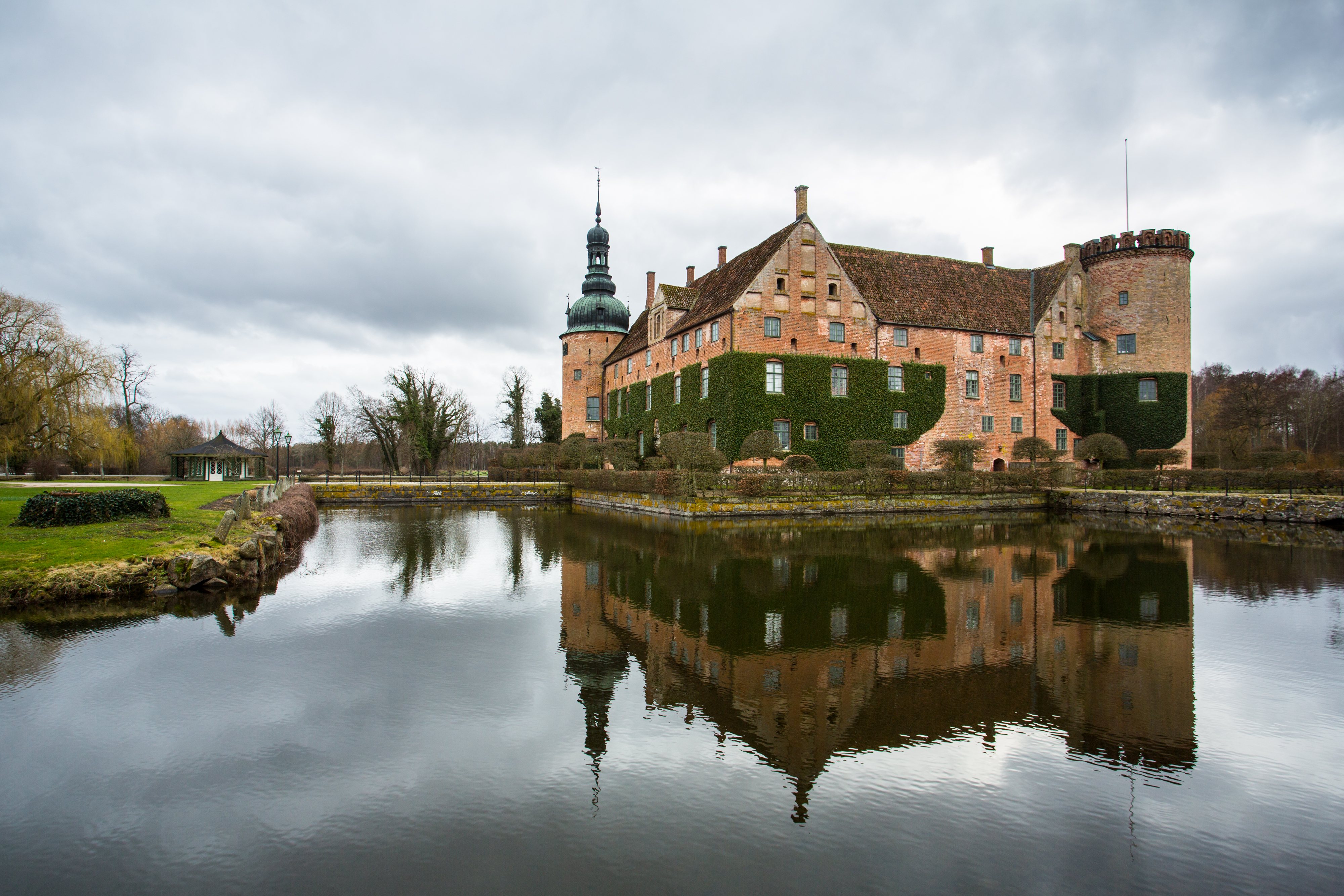
Schloss Vittskövle

Das Schloss Vittskövle ist eines der am besten erhaltenen Renaissanceschlösser Schwedens. Es liegt nahe dem Ort Vittskövle, etwa 20 Kilometer südlich der Stadt Kristianstad.

## Geschichte
Schloss Vittskövle wurde um 1550 vom Dänen Jens Axelsen Brahe erbaut. Es ist eine quadratische, dreigeschossige Burg aus Ziegelsteinen, die mit zwei einander diagonal gegenüberstehenden Rundtürmen versehen ist. Sie war bis zur Eroberung Schonens durch Schweden im Jahr 1658 mit Kanonen bestückt.
Die Burg ist umgeben von einem Wassergraben und von Gärten, die im 18. Jahrhundert angelegt wurden. Die Burg wurde am Beginn des 19. Jahrhunderts renoviert. Aus dieser Zeit stammt auch das Interieur der Burg.
Es steht seit 1966 als Byggnadsminne unter Denkmalschutz.

## Trivia
- Das Schloss wird im dritten Kapitel von Selma Lagerlöfs Roman Die wunderbare Reise des kleinen Nils Holgersson mit den Wildgänsen beschrieben.[1]
- In der 5. Folge der Anime-Serie Nils Holgersson ist Schloss Vittskövle Hauptort der Handlung.[2]